# Àlgebra de von Neumann
En matemàtiques, una àlgebra de von Neumann o àlgebra W* és una *-àlgebra d'operadors acotats en un espai de Hilbert que està tancat en la topologia de l'operador feble i conté l'operador identitat. És un tipus especial d'àlgebra-C*.
Les àlgebres de Von Neumann van ser introduïdes originalment per John von Neumann, motivat pel seu estudi d'operadors individuals, representacions de grups, teoria ergòdica i mecànica quàntica. El seu teorema del doble commutant mostra que la definició analítica és equivalent a una definició purament algebraica com a àlgebra de simetries.
Dos exemples bàsics d'àlgebres de von Neumann són els següents:
- L'anell {\displaystyle L^{\infty }(\mathbb {R} )} de funcions mesurables essencialment acotades a la recta real és una àlgebra de von Neumann commutativa, els elements de la qual actuen com a operadors de multiplicació mitjançant la multiplicació puntual a l'espai de Hilbert {\displaystyle L^{2}(\mathbb {R} )} de funcions integrables al quadrat.
- L'àlgebra {\displaystyle {\mathcal {B}}({\mathcal {H}})} de tots els operadors acotats en un espai de Hilbert {\displaystyle {\mathcal {H}}} és una àlgebra de von Neumann, no commutativa si l'espai de Hilbert té dimensió almenys 2.

Les àlgebres de Von Neumann van ser estudiades per primera vegada per von Neumann (1930) el 1929; ell i Francis Murray van desenvolupar la teoria bàsica, sota el nom original d'anells d'operadors, en una sèrie d'articles escrits als anys 1930 i 1940 (F.J. Murray & J. von Neumann 1936; J. von Neumann 1938), reimprès a les obres recollides de von Neumann (1961).
Els relats introductoris de les àlgebres de von Neumann es donen a les notes en línia de Jones (2003) i Wassermann (1991) i els llibres de Dixmier (1981), Schwartz (1967), Blackadar (2005) i Sakai (1971). L'obra en tres volums de Takesaki (1979) ofereix un relat enciclopèdic de la teoria. El llibre de Connes (1994) tracta temes més avançats.

## Definicions
Hi ha tres maneres comunes de definir àlgebres de von Neumann.
La primera i més comuna és definir-les com a *-àlgebres feblement tancades d'operadors acotats (en un espai de Hilbert) que contenen la identitat. En aquesta definició, la topologia feble (operador) es pot substituir per moltes altres topologies comunes, incloses les topologies d'operador fort, ultrafort o ultradèbil. Les *-àlgebres dels operadors acotats que estan tancats a la topologia norma són àlgebres-C*, de manera que, en particular, qualsevol àlgebra de von Neumann és una C*-àlgebra.
La segona definició és que una àlgebra de von Neumann és una subàlgebra dels operadors acotats tancats sota involució (l'operació *) i igual al seu commutant doble, o equivalent al commutant d'alguna subàlgebra tancada sota *. El teorema del doble commutant de von Neumann (von Neumann 1930) diu que les dues primeres definicions són equivalents.
Les dues primeres definicions descriuen una àlgebra de von Neumann concretament com un conjunt d'operadors que actuen sobre un espai de Hilbert donat. Sakai (1971) va demostrar que les àlgebres de von Neumann també es poden definir abstractament com àlgebres C* que tenen un predual; en altres paraules, l'àlgebra de von Neumann, considerada com un espai de Banach, és el dual d'algun altre espai de Banach anomenat predual. El predual d'una àlgebra de von Neumann és de fet únic a l'isomorfisme. Alguns autors utilitzen "àlgebra de von Neumann" per a les àlgebres juntament amb una acció espacial de Hilbert, i "àlgebra W*" per al concepte abstracte, de manera que una àlgebra de von Neumann és una àlgebra W* juntament amb un espai de Hilbert i un fidel adequat. Acció unitària sobre l'espai de Hilbert. Les definicions concretes i abstractes d'una àlgebra de von Neumann són similars a les definicions concretes i abstractes d'una àlgebra C*, que es pot definir com a *-àlgebres tancades per norma d'operadors en un espai de Hilbert, o com a *-àlgebres de Banach. tal que || aa* ||=|| a || || a* ||.

## Terminologia
Alguna de la terminologia de la teoria de l'àlgebra de von Neumann pot ser confusa, i els termes sovint tenen significats diferents fora del tema.
- Un factor és una àlgebra de von Neumann amb centre trivial, és a dir, un centre format només per operadors escalars.
- Una àlgebra de von Neumann finita és aquella que és la integral directa de factors finits (és a dir, l'àlgebra de von Neumann té un estat tracial normal fidel {\displaystyle \tau :M\rightarrow \mathbb {C} }). De la mateixa manera, les àlgebres de von Neumann pròpiament infinites són la integral directa de factors pròpiament infinits.
- Una àlgebra de von Neumann que actua sobre un espai de Hilbert separable s'anomena separable. Tingueu en compte que aquestes àlgebres rarament són separables en la topologia de la norma.
- L'àlgebra de von Neumann generada per un conjunt d'operadors acotats en un espai de Hilbert és l'àlgebra de von Neumann més petita que conté tots aquests operadors.
- El producte tensor de dues àlgebres de von Neumann que actuen sobre dos espais de Hilbert es defineix com l'àlgebra de von Neumann generada pel seu producte tensorial algebraic, considerat com a operadors del producte tensor de l'espai de Hilbert dels espais de Hilbert.

En oblidar-nos de la topologia d'una àlgebra de von Neumann, podem considerar-la una *-àlgebra (unital) o només un anell. Les àlgebres de Von Neumann són semiheredàries: cada submòdul generat finitament d'un mòdul projectiu és en si mateix projectiu. Hi ha hagut diversos intents d'axiomatitzar els anells subjacents de les àlgebres de von Neumann, incloses les *-anells de Baer i les AW*-àlgebres. L'*-àlgebra dels operadors afiliats d'una àlgebra de von Neumann finita és un anell regular de von Neumann. (En general, l'àlgebra de von Neumann no és regular de von Neumann).